# Лапачо (напій)

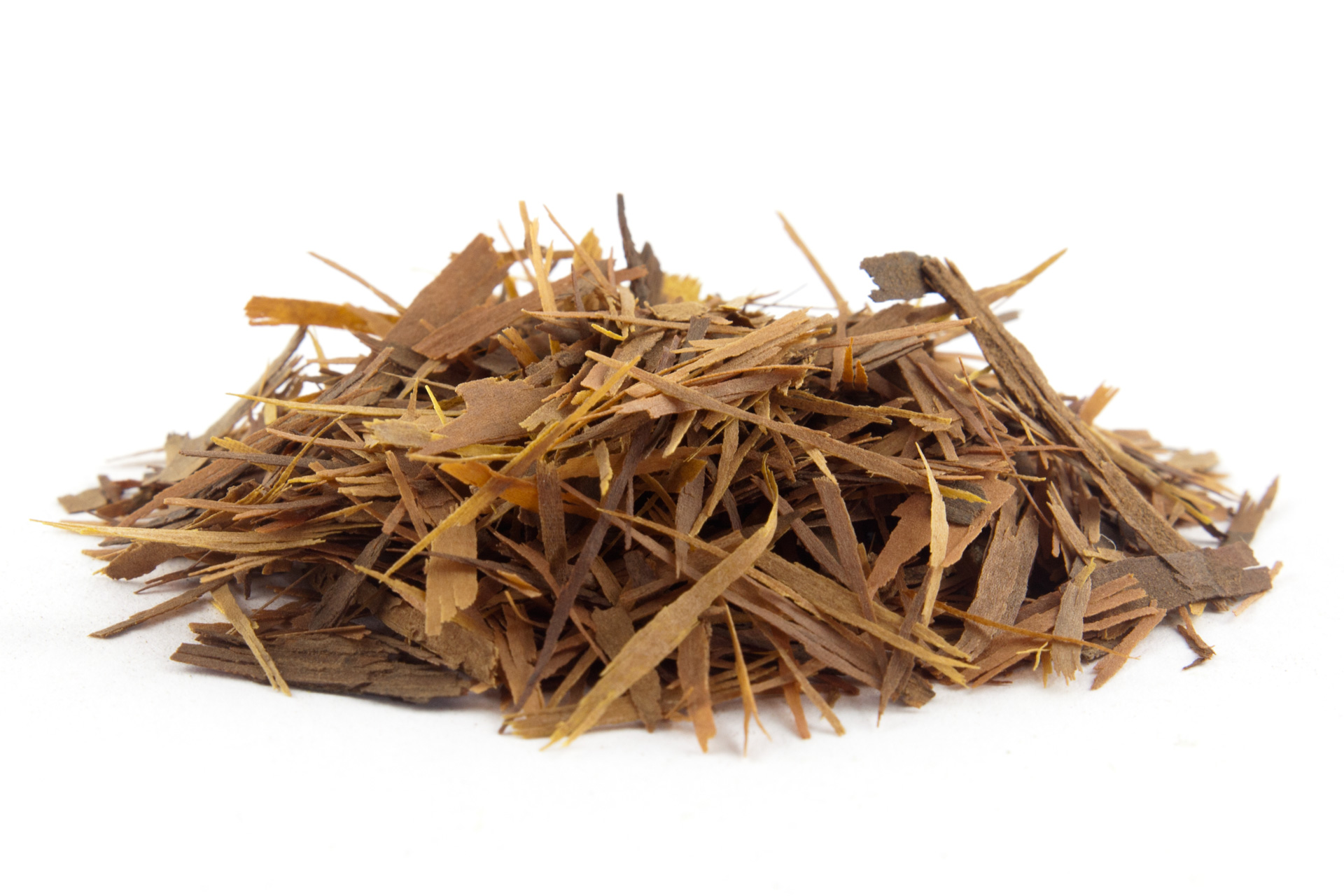
Чай лапачо

Лапачо — напій з кори дерева Lapacho tecome, яке росте в тропічних джунглях Аргентини, Мексики і Перу . Живе це дерево до 700 років, а рецепт цього напою був відомий ще інкам. За межами ж Південної Америки більше відомий паркет з деревини лапачо, ніж напій з його кори.

## Корисні властивості
У лапачо багато вітамінів, а також мікроелементів: заліза, калію, міді, кальцію. Лапачо містить 18 різних хінонів, які рідко зустрічаються в одній рослині. Кофеїну немає.
Інки називали лапачо «деревом життя» і лікували напоєм з його подрібненої кори практично всі хвороби: кишкові запалення, рак, діабет, артрит, недокрів'я, астму, імпотенцію, випадіння волосся і т. д. Сьогодні рослину застосовують у клініках Бразилії для лікування хворих лейкемію, захворюваннями, що знижують імунітет. Протипухлинну дію пояснює наявність в лапачо такого антиоксиданту, як карнасол. А наявність текоміну сприяє зниженню рівня цукру у крові.